# Carl-Erik Tornheden
Carl-Erik Tornheden, född 15 maj 1920 i Lund, död 24 oktober 2010 i Malmö, var en svensk företagsledare. 
Tornheden, som var son till murare Karl Persson och Victoria Hultman, genomgick Bröderna Påhlmans handelsinstitut 1940. Han blev distriktsombud i Skogsägareföreningen 1941, verkställande direktör för Persson & Berglund AB i Malmö 1946, för Sun Oil Svenska AB 1951, och chef för Informations TV AB (ITV) från 1959 (även styrelseledamot). Han var initiativtagare till Sveriges första kommersiella TV-sändare inom bostadsområdet Kronprinsen i Malmö samt på bland annat idrottsarenor och Öresundsbåtar. Han hade stort intresse för hästsport och utgav bland annat Någonting i hästväg (1995). Tornheden är begravd på Nya kyrkogården i Helsingborg.